# Марамица
Марамица је комад тканине или папира, често украсне, која служи за личну хигијену, посебно за дување носа. Може се носити у џепу или торбици, а понекад се користи и као декоративни елемент у оделу џепа. Марамице могу бити од памука, памук-синтетике, синтетике, свиле или платна. Постоји неколико врста марамица као што су: папирнате марамице користе се најчешће за дување носа, а влажне марамице за брисање лица или руку, оне служе за једнократну употребу, а једна памучна марамица може трајати годинама.

## Историја
Некаква врста марамице употребљавала се још веома давно. Вероватно је првобитна марамица био реп шакала причвршћен за штап. Људи из далеке прошлости користили су ову марамицу и као лепезу. Исто тако, знамо да су многи дивљи народи израђивали мале асуре од сламе, које су носили на глави да би њима отирали зној с лица. То је свакако био један од главних првобитних разлога употребе марамице. У време старе Грчке и Рима постојале су не само марамице већ и салвете. Салвете су се употребљавале за брисање руку за време јела. Марамице су се изграђиване од комада ланеног платна. У 17. веку у Француској марамице су постале веома елегантне. Биле су рађене од чипке и често украшаване драгуљима. Када је шмркање бурмута ушло у моду у 18. веку, жене су почеле да употребљавају марамице у разним бојама. Марија Антоанета је успела убиједити Луја 16, француског краља тога доба, да донесе закон којим се прописује да марамице морају бити четвртастог облика, никако округле, полукружне или дугуљасте.